# Zhou Yuelong
Zhou Yuelong (chiń. 周跃龙; pinyin Zhōu Yuèlóng; ur. 24 stycznia 1998 w Chengdu) – chiński snookerzysta. Plasuje się na 39. miejscu pod względem zdobytych setek w profesjonalnych turniejach, w sierpniu 2025 miał ich łącznie 232.

## Kariera
Do grona profesjonalistów dołączył w 2014 roku.
Zhou Yuelong zanotował 150. maksymalnego breaka w historii snookera w czwartym frame pierwszej rundy Indian Open 2019 przeciwko Lü Haotian.
Pierwszym i – jak na razie – jedynym turniejem, który wygrał, jest World Cup 2015. Grając w drużynie Chiny B, w parze z Yan Bingtao, pokonali 4:1 Szkocję, w skład której wchodzili John Higgins i Stephen Maguire.

## Statystyka
- W światowym rankingu zajmuje 22 miejsce[5].